# 김치
김치는 한국의 전통 발효식품이다. 소금에 절인 배추나, 무 등을 고춧가루, 파, 마늘 등의 양념에 버무린 뒤 발효시켜 만든다. 한국의 국민 음식 가운데 하나로 여겨진다. 한국식 식사에서 빠지지 않는 부식이며, 지방에 따라 재료와 조리 방법가에 따라 많은 종류가 있다. 다양한 한국 요리에 식재료로 사용되기도 한다. 김치는 올림픽, 아시안 게임, FIFA 월드컵 공식 지정 식품이기도 하다. 
겨울내 먹기 위하여 김치를 한꺼번에 많이 담그는 것은 김장이라 하며, 그렇게 담근 김장 김치는 겨울에 얼지 않고 더운 여름에는 시원하게 유지하기 위해 옹기라 불리는 큰 토기 발효 용기에 땅속에 보관했다. 또한 야외에 장독대라고 불리는 용기에 보관된다. 현대에는 가정용 김치냉장고가 더 많이 사용된다.

## 이름
"김치"의 첫 어형은 16세기 서적에서 발견된다. 1518년 간행된 《벽온방》과 1527년 간행된 《훈몽자회》에 "딤ᄎᆡ"가, 1587년 간행된 《소학언해》에 "팀ᄎᆡ"가 한국에서 만들어진 한자어 "沈菜(현대 한국어 발음: 침채)"의 한글 표기 형태로 등장하며, 이것이 이후 "짐ᄎᆡ", "짐츼" 형태를 거쳐 "김치"가 되었으리라 추측된다. 17~18세기에 "딤ᄎᆞ"의 "ㄷ"이 구개음화되어 "짐ᄎᆡ"가 되었으며, 둘째 음절의 모음 "ㆎ"는 비어두음절의 "ㆍ"가 "ㅡ"로 바뀐 16세기부터 "ㅢ"로 발음되었다. 19세기에 나타나서 현대어로 이어지는 "김치"는 "짐ᄎᆡ"의 첫음절 "ㅈ"이 역구개음화에 의해 "ㄱ"으로 바뀐 다음, 둘째 음절 모음은 자음 뒤에서 "ㅣ"로 바뀐 형태이다
그보다 앞서 1241년 간행된 이규보의 《동국이상국집》에는 김치가 "漬(지)"로 기록되어 있으며, 15세기 어형은 "디히"인 것으로 보인다. 1481년 간행된 《두시언해》 초간본에 "겨ᅀᆞᆳ디히(겨울김치)", 1517년 간행된 《번역박통사》에 "쟝앳디히(장아찌)"가 등장한다. 현대어 "짠지", "오이지" 등에 나오는 "지"는 이 "디히"의 후대형이다.

## 역사

### 삼국 시대
《삼국사기》에 따르면, 삼국 시대에도 채소 발효식품을 즐겨 먹었다고 한다. 신라에서는 불교가 도입되서 채식이 유행하고, 발효 채소도 즐겨먹었던 것으로 보인다.

### 고려 시대
1241년 간행된 이규보의 《동국이상국집》에는 《가포육영》이라는 시에 무로 담근 김치가 "漬()"로 기록되어 있다.
 得醬尤宜三夏食。
漬鹽堪備九冬支。
根蟠地底差肥大。
最好霜刀截似梨。

 — 《家圃六詠》
장을 곁들이면 한여름에 먹기 좋고
소금에 절이면 긴 겨울을 넘긴다
땅속에 도사린 뿌리 비대해지면
좋기는 날 선 칼로 배 베듯 자르는 것
 — 《가포육영》
1478년 간행된 《동문선》에 수록된 이달충이 지은 《산촌잡영》이라는 시에는 여뀌에 마름을 섞어 소금절이(鹽漬)했다는 기록이 나온다.
 飯粗𥣰雜稗
鹽漬蓼和萍

 — 《山村雜詠》
보리밥 그릇에 피가 반 섞이
여뀌풀 저림 속에 마름도 끼고
 — 《산촌잡영》
유교가 도입되고 복고주의가 유행한 고려 말기에는 중국에서도 6세기 이후에는 거의 사용하지 않는 "菹(저)"라는 이름이 쓰였다.

### 조선 시대
1670년 간행된 《음식디미방》에는 동아를 절여서 담그는 소금절이 김치나 산갓을 소금 없이 작은 단지에 넣고 따뜻한 물을 붓고 뜨거운 구들에 놓아 숙성시키는 김치가 기록되어 있다. 17세기 말 문헌인 《요록》에도 무, 배추, 동아, 고사리, 청태콩 등의 김치와 무를 소금물에 담근 동치미 등 11종의 김치가 기록되어 있다.
신대륙 작물인 고추가 전래되기 전의 김치는 천초(초피), 산초, 호초에 담그거나 고추가 아닌 다른 향신료와 섞어 만든 김치만 기록되어 있다.
1766년 《증보산림경제》에는 맨드라미로 김치에 붉은 물을 들였다는 기록이 나오며, 고추나 고춧가루를 사용한 김치도 다수 등장한다. 잎줄기가 달린 무에 청각채, 호박, 가지 등의 채소와 고추, 천초, 겨자 등의 향신료를 섞고 마늘즙을 듬뿍 넣어서 오늘날의 총각김치와 비슷한 김치를 담그는 방식이 "침나복함저법"으로, 오이의 3면에 칼자리를 넣고 속에 고춧가루, 마늘을 넣어서 삭혀 오늘날의 오이소박이김치와 비슷한 김치를 담그는 방식이 "황과담저법"으로 소개되어 있으며, 그밖에도 동치미, 배추김치, 동가김치, 전복김치, 굴김치 등이 소개된다.
19세기 초 간행된 《임원경제지》에서 서유구는 고추를 김치에 많이 쓰면 무가 더욱 오랫동안 저장된다고 기술하였다. 같은 책에서 소금에 절인 잎줄기가 달린 무에 오이, 배추 등 다른 채소, 청각채 등 해초, 고추, 생강, 천초, 마늘 겨자 등 향신료, 조기, 젓갈, 전복, 소라, 낙지 등 해산물, 산미완화제가 되는 전복껍질 등을 함께 버무려 젖산 발효시킨 섞박지가 "해저방(醢菹方)"이라는 이름으로 소개된다.

### 근·현대
과거에는 무가 배추에 앞서는 김치 재료였으나, 속이 꽉 찬 결구배추가 육종되고 널리 보급된 20세기부터 배추김치가 무김치를 압도하게 되었다.
1988년 서울 올림픽 이후 김치가 세계에 널리 알려졌으며, 2001년 7월 5일에는 국제 식품 규격(Codex)에 김치가 등록되었다. 2008년 유산균을 보존한 김치가 국제우주정거장에서 먹을 수 있는 우주 식품으로 인증받았다.

## 종류

### 주재료

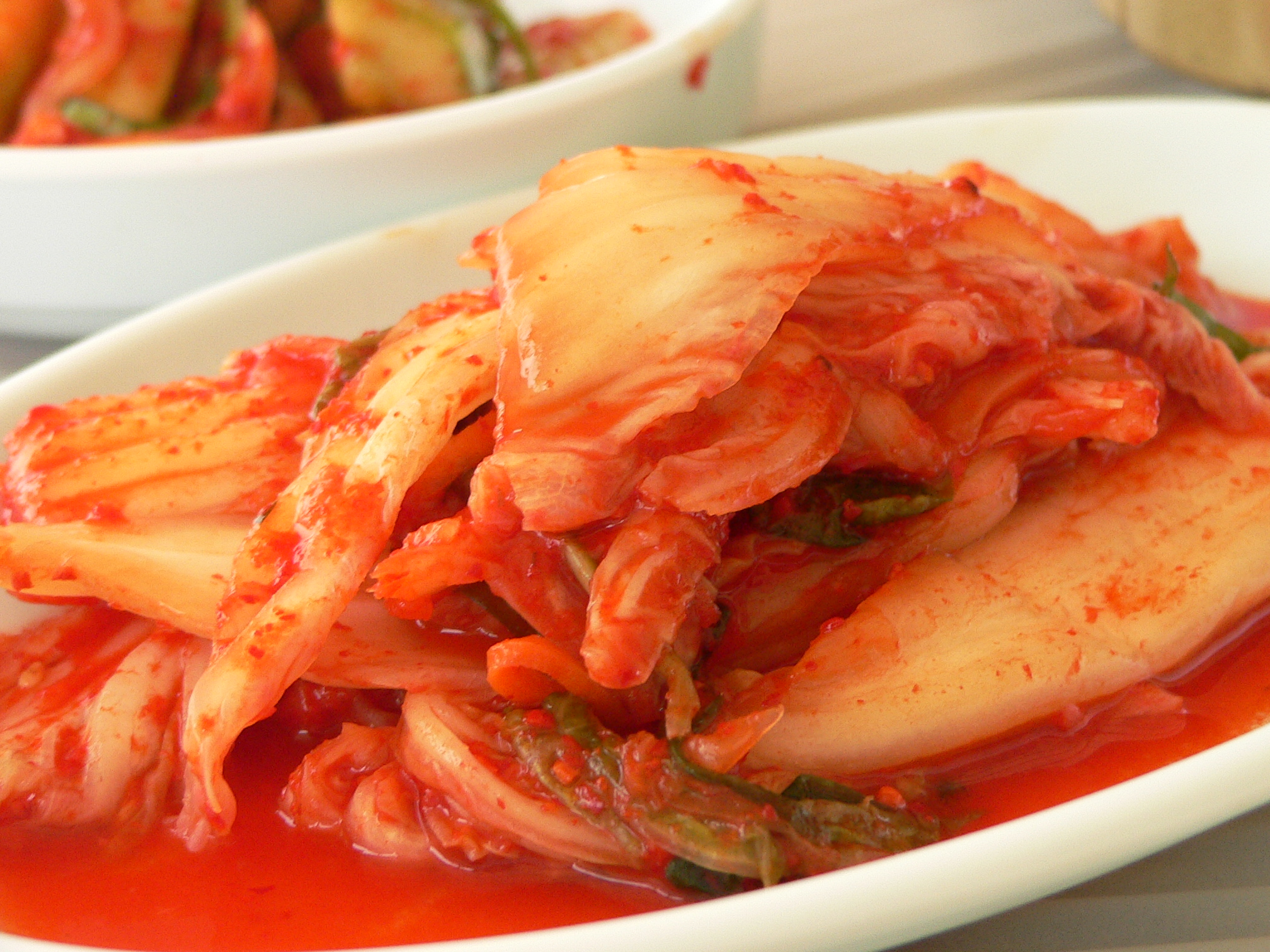
배추김치

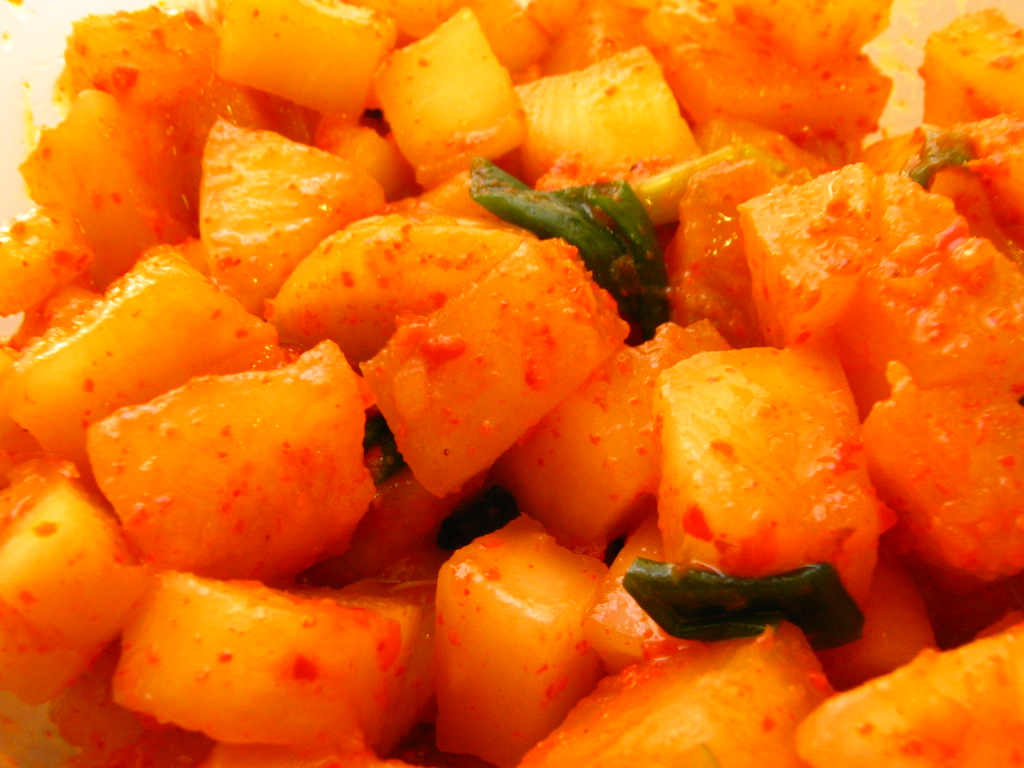
무김치

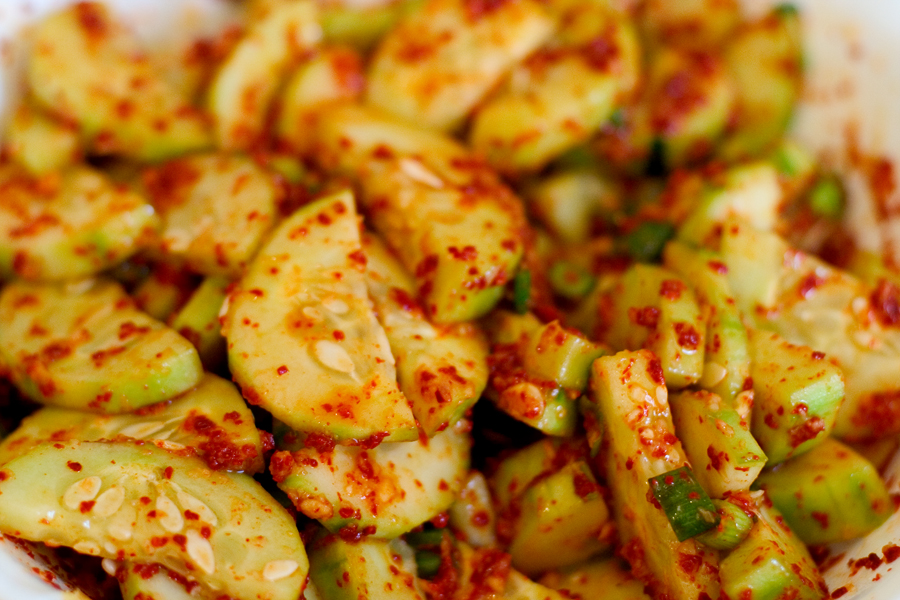
오이김치

- 가지김치: 가지로 담근 김치이다. 9월쯤에 물 적은 가지로 담가 땅에 묻었다가 겨울에 꺼내 먹는 김치는 동가김치라 부른다.
- 겨자김치: 겨자소스로 버무린 김치이다.
- 감김치: 감으로 담근 김치이다. 소금물에 담가서 떫은맛을 없앤 감도 "감김치"라 부르며, 감으로 담근 깍두기는 감깍두기라 부른다.
- 감태지: 감태로 담근 김치이다.
- 갓김치: 갓의 잎과 줄기로 담근 김치이다. 주로 전라남도 지방에서 즐겨 먹는 김치이며, 여수의 돌산 갓김치가 유명하다.
- 고구마줄기김치: 껍질을 벗긴 고구마 줄기를 소금에 살짝 절이고 고춧가루, 마늘, 젓갈, 파 등으로 버무려 만든다. 발효시키지 않고 바로 먹기도 한다.
- 고들빼기김치: 고들빼기로 담근 김치이다.
- 고수김치: 고수로 담근 김치이다. 고수와 무, 배추를 갖은양념과 고명을 하여 젓국에 담가 만든다.
- 당근김치: 당근으로 담근 김치이다. 고려인의 마르코프차도 김치의 하나이다.
- 더덕김치: 더덕으로 담근 김치이다. 통 더덕에 칼집을 넣고 그 안에 소를 넣어 담근 김치는 더덕소박이로도 불린다.
- 덤불김치: 무의 잎과 줄기, 또는 배추의 지스러기로 담근 김치이다.
- 돌나물김치: 돌나물로 담근 김치이다.
- 동아김치: 동아로 담근 김치이다.
- 두릅김치: 두릅나무의 순을 데쳐서 담근 김치이다.
- 무김치: 무로 담근 김치이다. 동치미, 깍두기, 열무김치, 짠지, 총각김치 등이 있다.
- 무순김치: 무순으로만 담근 김치이다.
- 미역귀김치: 미역귀로 담근 김치이다.
- 박김치: 덜 여문 박을 납작납작하게 잘게 썰어 담근 김치이다.
- 배추김치: 배추로 담근 김치이다. 보쌈김치, 얼갈이김치, 포기김치 등이 있다.
- 부들김치: 부들의 어린싹으로 담근 김치이다.
- 부추김치: 부추의 잎을 끓는 물에 살짝 데쳐서 숨을 죽이거나 소금에 절였다가 담근 김치이다.
- 섞박지: 여러 가지 재료를 썰어 한데 섞어서 젓국으로 버무려 담는 김치이다.
- 양배추김치: 양배추로 담근 김치이다.
- 연근김치: 연근으로 담근 김치이다. 살짝 데쳐 얇게 썬 연근에 미나리, 홍고추, 풋고추, 배, 밤, 대추, 고춧가루, 찹쌀풀, 감초물 등을 넣고 버무른 다음 실온에 3일 정도 익힌다.[6]
- 오이김치: 오이로 담근 김치이다. 오이의 허리를 서너 갈래로 갈라 속에 파, 마늘, 생강, 고춧가루를 섞은 소를 넣어 담근 것은 오이소박이김치라 부르며, 오이를 알맞게 썰어서 소를 넣지 않고 담근 것은 짜개김치라 부른다.
- 우거지김치: 배추 따위의 우거지로 담근 김치이다.
- 중갈이김치: 중갈이 배추나 무로 담근 김치이다.
- 파김치: 파로 담근 김치. 쪽파로 담그는 김치이다. 쪽파를 10센티미터 정도로 자른 뒤에 고춧가루와 젓갈 등으로 버무리는 간단하면서도 파의 풍미를 즐길 수 있는 김치이다.
- 한련김치: 한련 잎으로 담근 김치이다.
- 햇김치: 봄에 새로 난 배추나 무 따위로 담근 김치이다.
- 호박김치: 호박으로 담근 김치이다. 애호박과 호박순을 썰고 갖은 고명을 하여 담근다.
- 홀아비김치: 무나 배추 한 가지로만 담근 김치이다.

### 양념·부재료

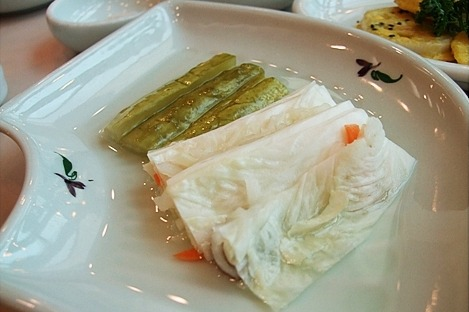
백김치

- 겨자김치: 겨자로 버무려서 담근 김치이다.
- 고추김치: 풋고추를 넣고 담근 김치이다.
- 굴김치: 생굴을 넣어 담근 김치이다.
- 백김치: 고춧가루를 쓰지 않거나 적게 써서 허옇게 담근 김치이다.
- 생치김치: 꿩고기를 잘게 찢어 넣어 만든 동치미이다.
- 소김치: 젓국을 넣지 아니하고 소금으로만 담근 김치이다.
- 어육김치: 생선 대가리 따위와 쇠고기를 함께 달인 국물을 부어 담근 김치이다.
- 장김치: 무, 배추, 오이 따위를 잘게 썰어서 간장에 절이고 미나리, 갓, 청각, 파, 마늘, 고추, 생강 따위의 온갖 고명을 더한 뒤에, 간장과 꿀을 탄 국물로 담근 김치이다.
- 젓국지: 젓국을 냉수에 타서 국물을 부어 담근 김치이다. 주로 조기젓국을 쓴다.
- 초김치: 초를 쳐서 담근 풋김치나 얼갈이김치이다.
- 배추김치:배추에 빨간 양념을 넣고 그안에 소를 넣어 만든 양념 김치이다.

### 모양

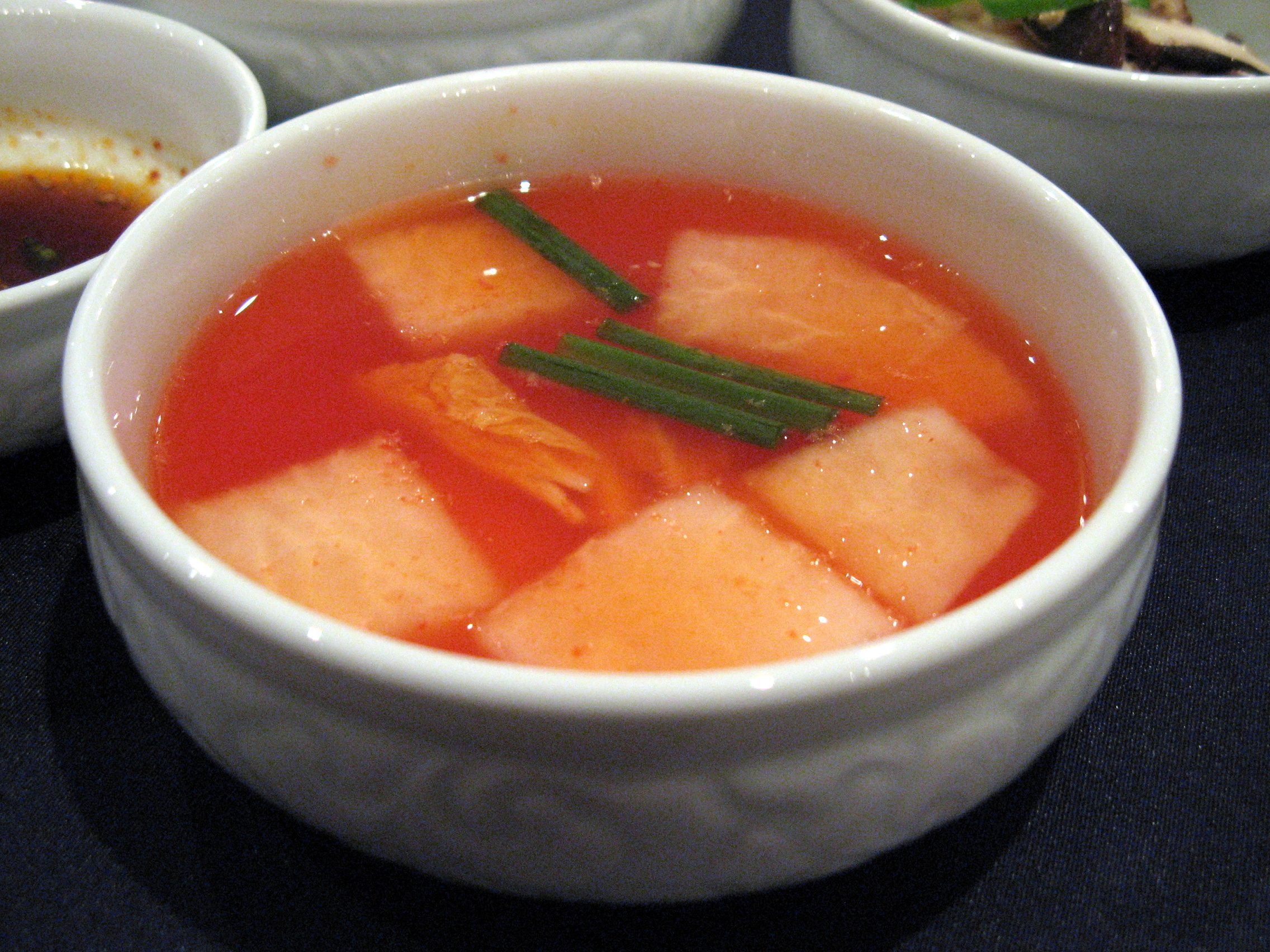
물김치

- 깍두기: 무를 작고 네모나게 썰어서 소금에 절인 후 고춧가루 따위의 양념과 함께 버무려 만든 김치이다.
- 물김치: 국물의 양이 많고 국물 맛이 좋게 담근 김치이다. 나박김치, 동치미, 둥둥이김치 등이 있다.
- 보쌈김치: 무나 배추를 일정한 크기로 썰어서 갖은양념을 한 것을 넓은 배춧잎으로 싸서 담근 김치이다.
- 비늘김치: 김치의 하나이다. 통무를 돌려 가며 비늘 모양으로 저며 그 틈에 소를 넣어 통배추와 함께 담근다.
- 쪽김치: 조각조각 썰어서 담근 김치이다.
- 채김치: 배추, 무, 갓 따위를 채 쳐서 담그는 김치이다.

### 기타

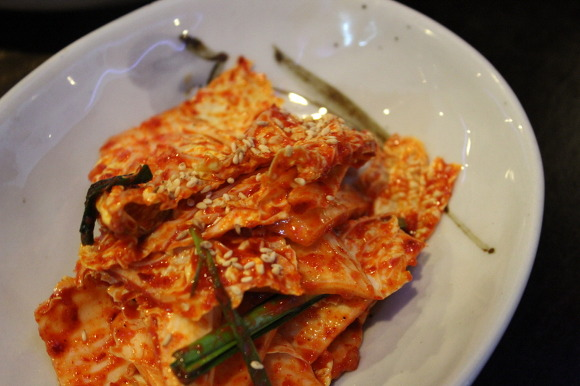
겉절이

- 겉절이: 배추, 상추, 무 따위를 절여서 곧바로 무쳐 먹는 반찬이다.
- 늦김치: 봄철까지 먹을 수 있도록 젓갈을 넣지 아니하고 담근 김치이다.
- 독김치: 독에 담근 김치이다.
- 묵은지: 오랫동안 숙성되어 푹 익은 김장 김치이다.(신 김치)
- 봄김치: 봄배추 따위로 담근 김치이다.
- 생김치: 아직 익지 아니한 김치이다.
- 지레김치: 김장 전에 조금 담그는 김치이다.
- 풋김치: 봄가을에 새로 나온 열무나 어린 배추로 담근 김치이다.
- 푸새김치: 절이지도 아니하고 담가서 바로 먹는 김치이다.

## 지역별 김치
- 전라도: 갓김치, 고들빼기김치, 동치미, 나주동치미, 깻잎김치, 무말랭이김치, 깍두기, 오이소박이, 무김치
- 경상도: 콩잎김치, 부추김치, 들깻잎김치, 우엉김치, 석박지, 깍두기, 겉절이, 오이김치, 동치미
- 제주도: 동지김치, 톳김치, 귤물김치, 갓물김치, 꽃대김치.고추김치.
- 충청도: 굴 석박지, 총각김치, 무짠지, 시금치김치, 게국지, 젓국지
- 강원도: 서거리 김치, 갓김치, 창란젓 깍두기, 더덕 김치, 가지 김치, 장김치(간장김치), 해물김치,보쌈김치
- 서울·경기도: 보쌈김치, 배추김치, 장김치, 나박김치, 열무김치, 오이김치, 감동젓김치, 석박지, 깍두기,파김치
- 평안도: 백김치 , 오이소박이 , 동치미 등[7]

## 김치 요리

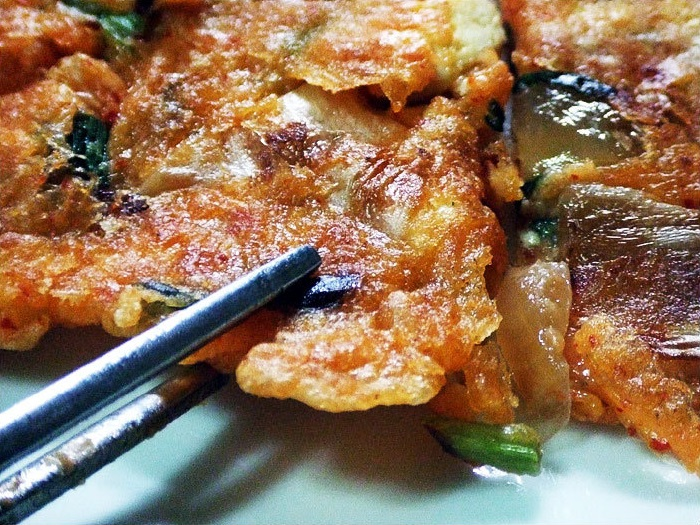
김치부침개

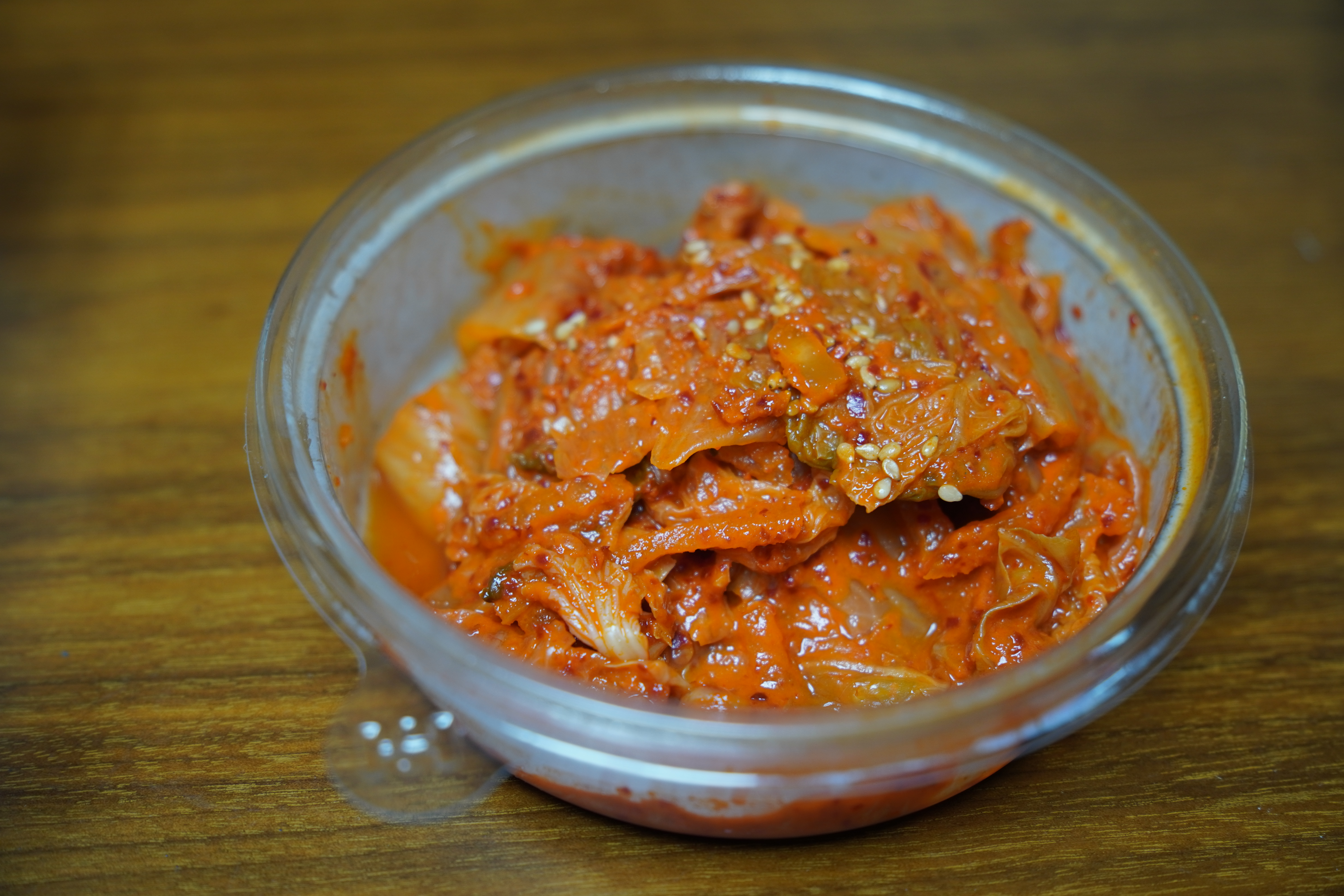
김치볶음

- 게국지: 게를 손질하여 겉절이 김치와 함께 끓여 내는 음식이다.
- 김치국: 김치를 넣어 끓인 국이다.
- 김치김밥: 김치를 넣어 만 김밥이다.
- 김치라면: 김치맛이 나는 라면이다.
- 김치만두: 김치 소를 넣어 싼 만두이다.
- 김치말이: 김치국에 만 음식이다. 김치에 만 국수는 김치말이국수라 부른다.
- 김치밥: 김치를 잘게 썰어 쌀 밑에 두고 지은 밥이다. 양념한 생굴을 섞어 가며 먹는다.
- 김치버거: 김치를 넣은 햄버거이다.
- 김치볶음: 김치를 볶은 음식이다.
- 김치볶음밥: 쌀밥에 김치, 야채 따위를 잘게 썰어 넣고 기름에 볶아 만든 볶음밥이다.
- 김치부침개: 김치를 썰어 넣고 부친 부침개이다. "김치전"으로도 부른다.
- 김치수제비: 김치를 넣어 끓인 수제비이다.
- 김치전골: 묵은김치(묵은지)와 돼지고기를 넣고 끓인 전골
- 김치제육볶음: 김치와 돼지고기를 넣고 볶은 요리
- 김치죽: 배추 통김치를 물에 담가 우렸다가 잘게 썰어 넣고 쑨 죽이다.
- 김치찌개: 김치를 넣고 끓인 찌개이다.
- 김치찜은 김치를 매콤한 고춧가루에 버무린 후 쪄서 만든 음식이다. 묵은지로 만든 것은 "묵은지찜"으로 부른다.
- 김치칼국수: 김치와 같이 끓이는 칼국수이다.
- 김치피자탕수육: 김치와 피자치즈를 올린 탕수육이다.
- 꿩김치: 꿩을 삶은 물과 동치미 국물을 똑같이 타고 삶은 꿩고기를 넣은 음식이다.
- 닭김치: 닭의 내장을 빼고 그 안에 다진 쇠고기와 채로 썬 버섯을 두부와 함께 양념하여 넣고 삶은 다음에, 건져서 닭고기를 뜯어내고 속에 든 것을 헤뜨려, 햇김칫국을 섞은 닭 국물에 넣어 간을 맞추고 얼음을 띄워서 만든 음식이다. 삼복더위에 먹는다.
- 두부김치: 김치를 고기와 갖은 양념을 넣고 볶은 뒤에 데운 두부를 곁들여 내는 음식이다.
- 메밀전병: 메밀가루를 둥글넓적하게 부친 다음 김치 소를 넣어 말아 내는 음식이다.
- 무김치나물: 무김치를 물에 우려 짠맛을 대강 빼고, 나물처럼 잘게 썰어서 볶거나, 갖은양념을 하여 무친 반찬이다.
- 통김치쌈: 통김치 잎으로 싸 먹는 쌈이다.
- 김치보쌈:묵은김치를 삭혀서 돼지고기 수육이랑 같이 싸서 먹는 보쌈이다.

## 영양
김치는 다양한 채소로 만들어지며 식이 섬유가 많이 함유되어 있으나 열량은 낮은 편이다. 김치에 사용되는 채소는 비타민 A, 티아민(B1), 리보플라핀(B2), 칼슘, 철에도 기여한다.

## 교역
광주·전라남도 김치사업단 통계에 의하면, 2004년 대한민국의 김치 수출 대상국 중 금액면에서 상위 3 국가는 일본, 미국, 중화인민공화국이다. 하지만 2004년 당시 일본이 거의 전부를 차지했으며, 2위 수출 대상국인 미국조차도 일본 수출량의 2%에 미치지 못했다.
김치 수입은 2003년 이후 급증하였다. 동일한 통계에 따르면, 대한민국의 김치 수입량은 2002년의 1,051톤, 5억 원가량의 수준에서, 2004년의 경우는 73,000톤, 300억 원 정도로 급증하였다. 하지만 2004년 수출된 김치의 경우 34,000톤에 1,000억 원 정도인 반면, 수입 김치의 경우는 73,000톤, 300억 원 정도로, 양으로만 보면 수입량이 수출량의 두 배 가량이다. 비싼 김치를 수출하고 싼 김치를 수입하는 현상이 두드러졌다.

## 국제적 이미지
1960년대 초까지 한국 밖에서 "냄새 나는, 곤란한 음식"으로 여겨졌으며, 한국인들은 김치를 늘 먹으면서도 외국인들에게 김치를 권하지 못했다. 1960년대까지 대외적으로 "냄새가 끔찍하지만 안 먹을 수 없다."였던 김치의 이미지는 1970년대에 "냄새가 끔찍하지만 맛있다."로, 1980년대에 "맛있는 데다가 건강에 좋고 환경에도 도움이 된다."로 바뀌어 갔다. 2000년대에는 한국에 방문한 외국인들에게 김치를 먹이는 것이 일종의 관례행사처럼 인식되었지만, 2020년대부터는 이러한 경향이 줄어들었다.

## 비슷한 음식
김치와 비슷한 채소 절임으로 독일의 자우어크라우트, 남아시아의 아차르 등이 있다. 중국의 둥차이, 쏸차이, 자차이, 파오차이나 일본의 쓰케모노, 동남아시아의 아차르, 서양의 오이 피클 등은 발효가 일어나지 않는다는 점에서 김치보다 장아찌와 유사하다.

## 갤러리

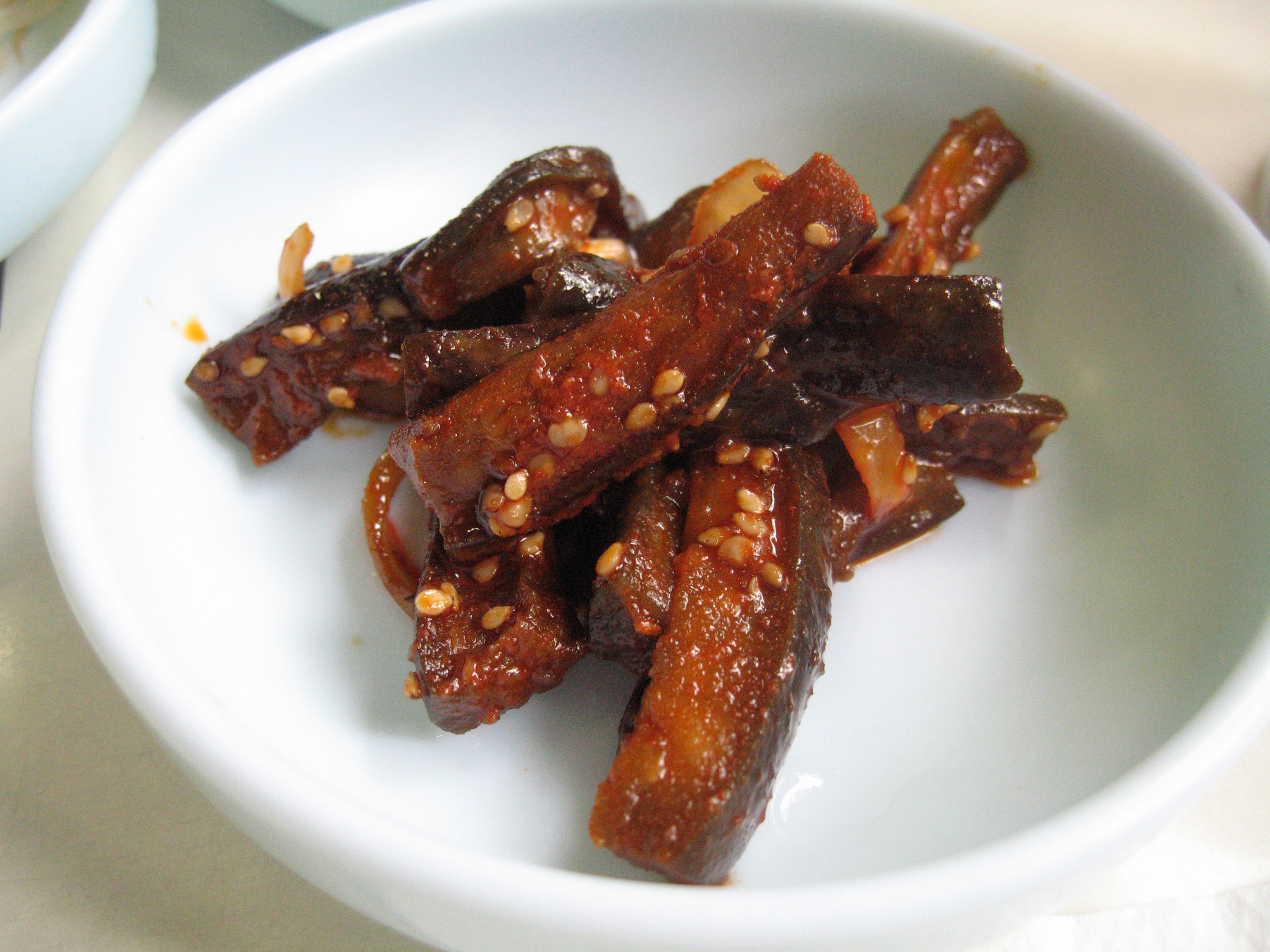
가지김치
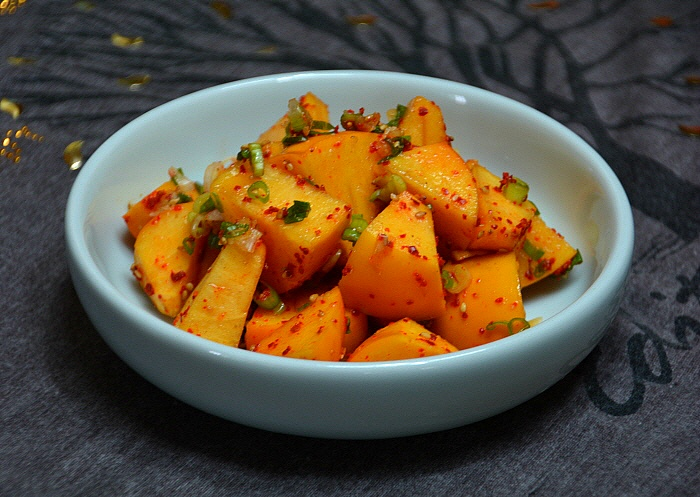
감깍두기
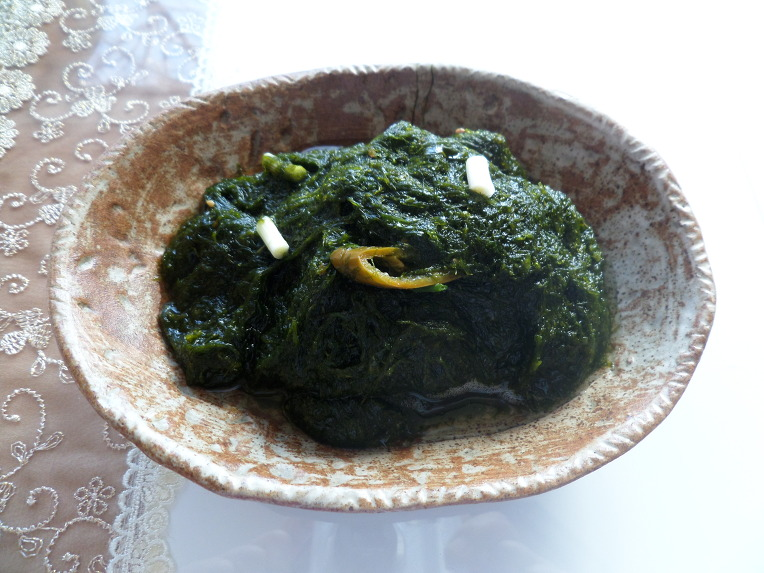
감태지
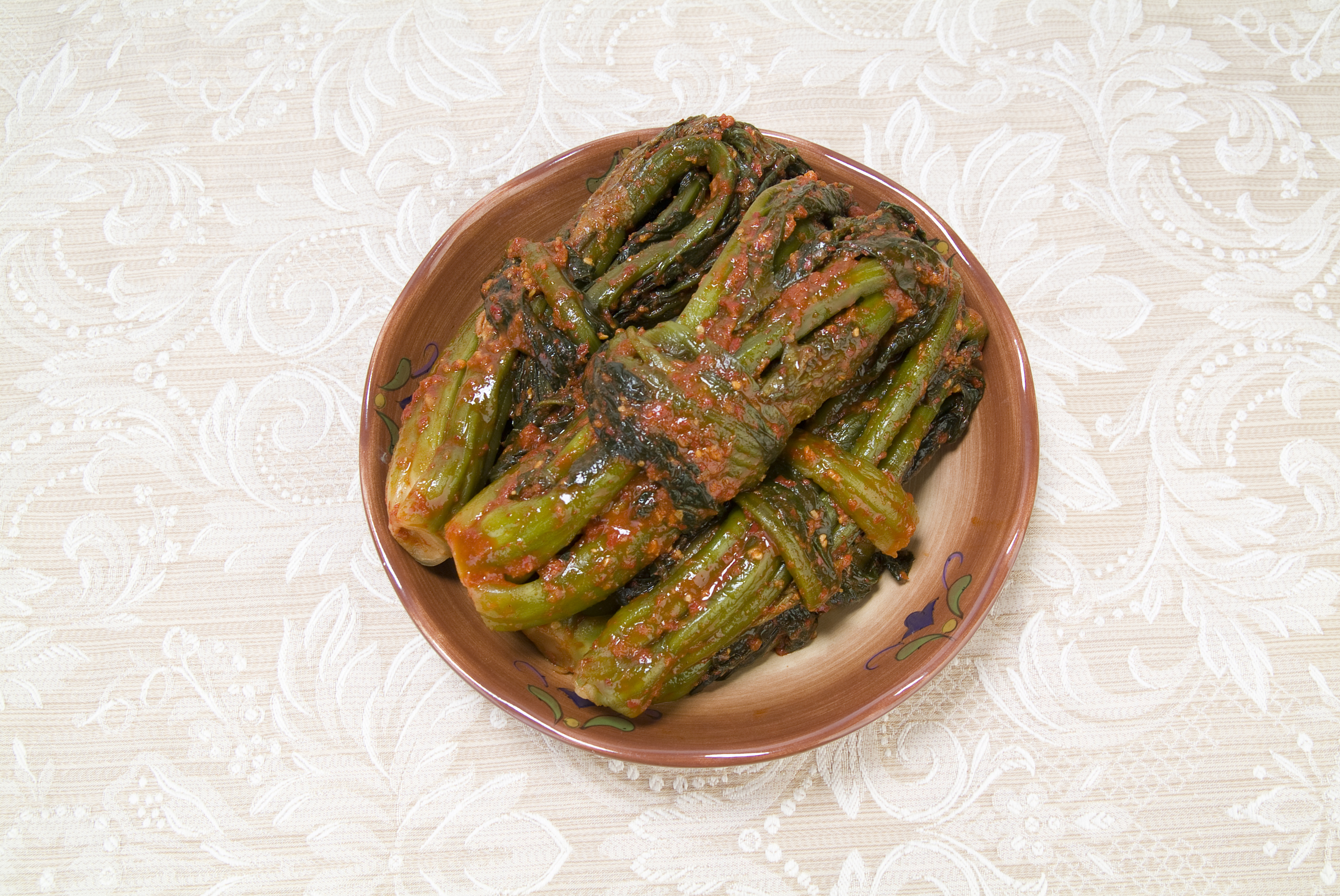
갓김치
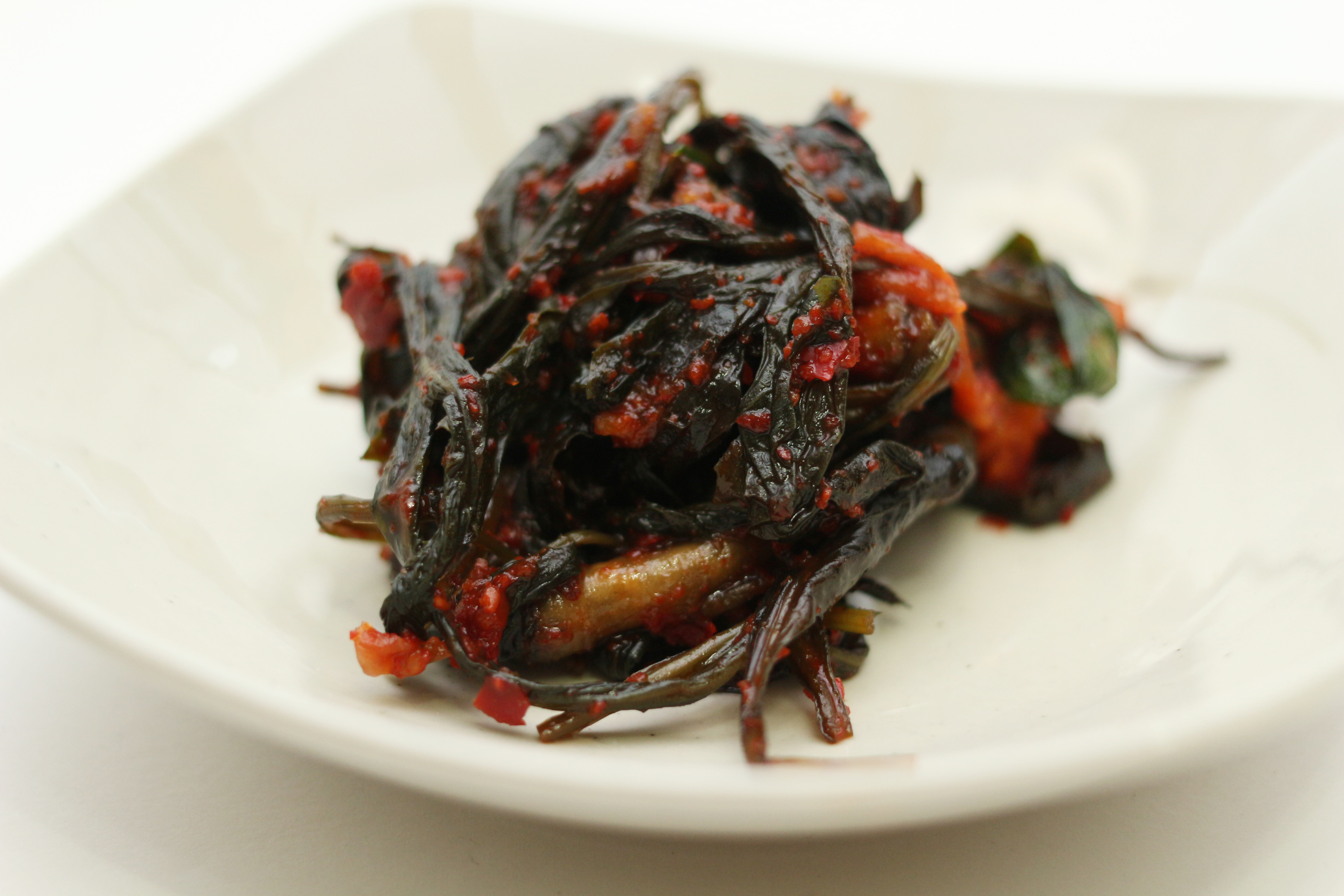
고들빼기김치
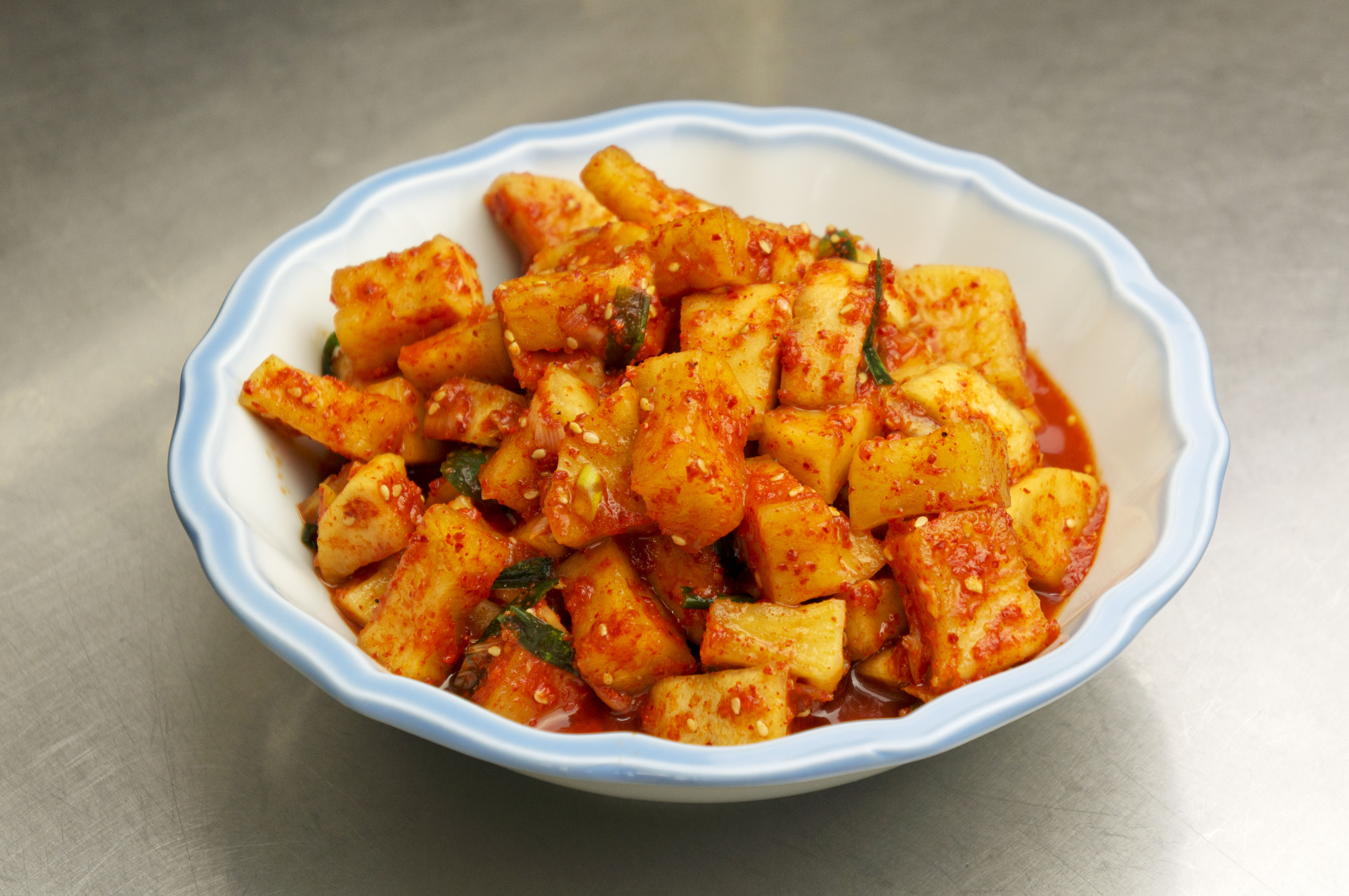
깍두기
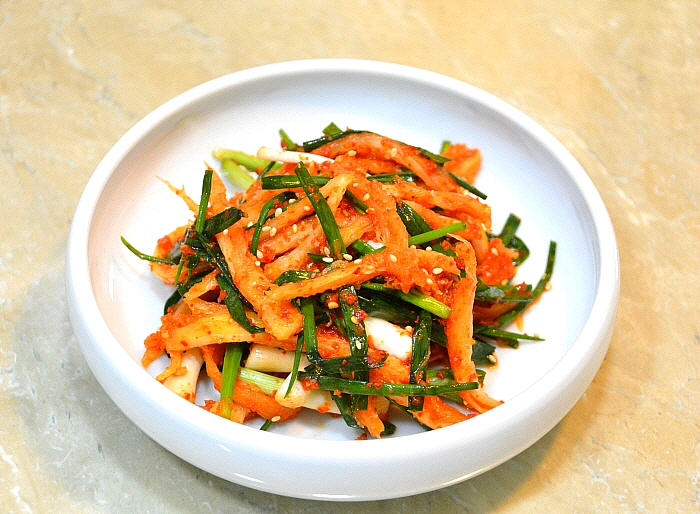
더덕김치
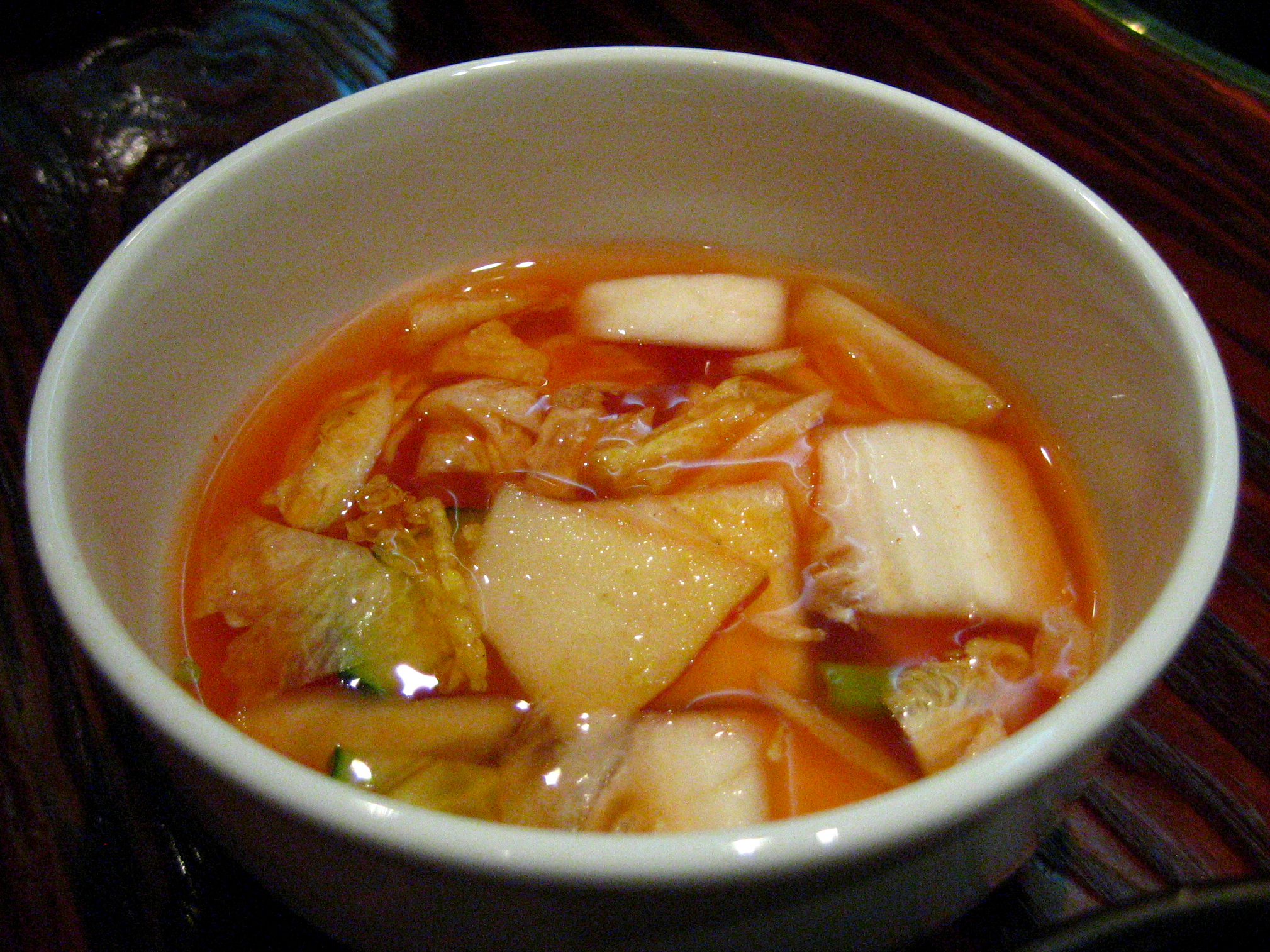
나박김치
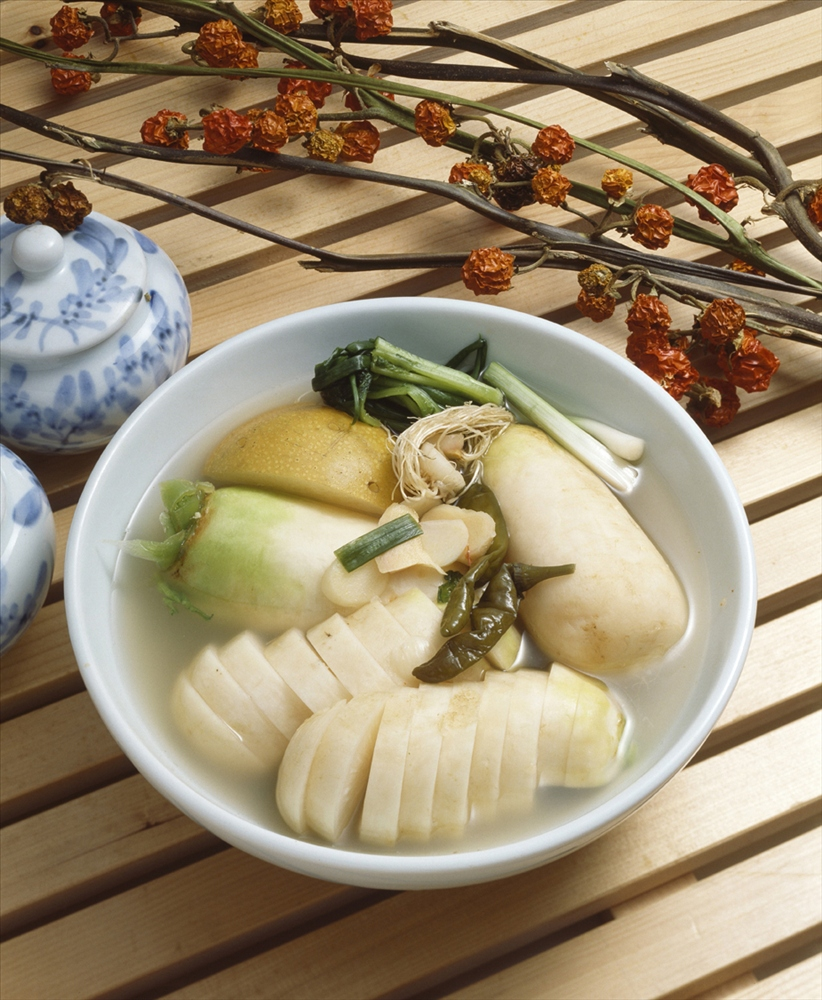
동치미
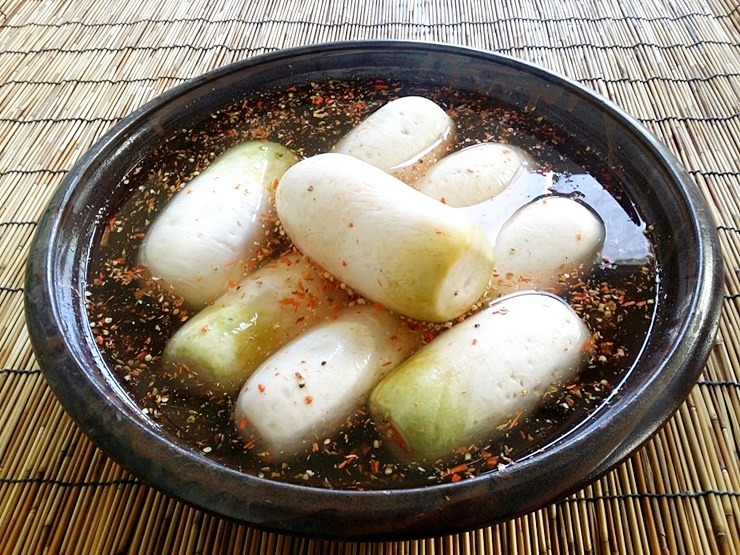
무짠지
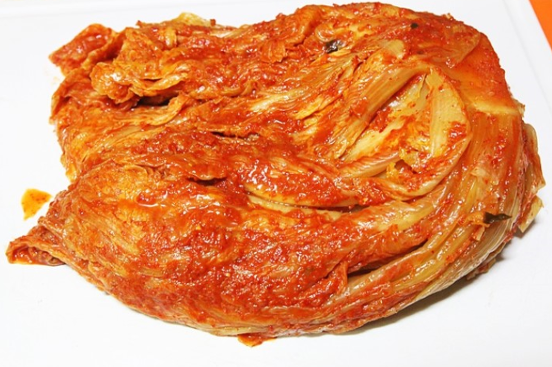
묵은지
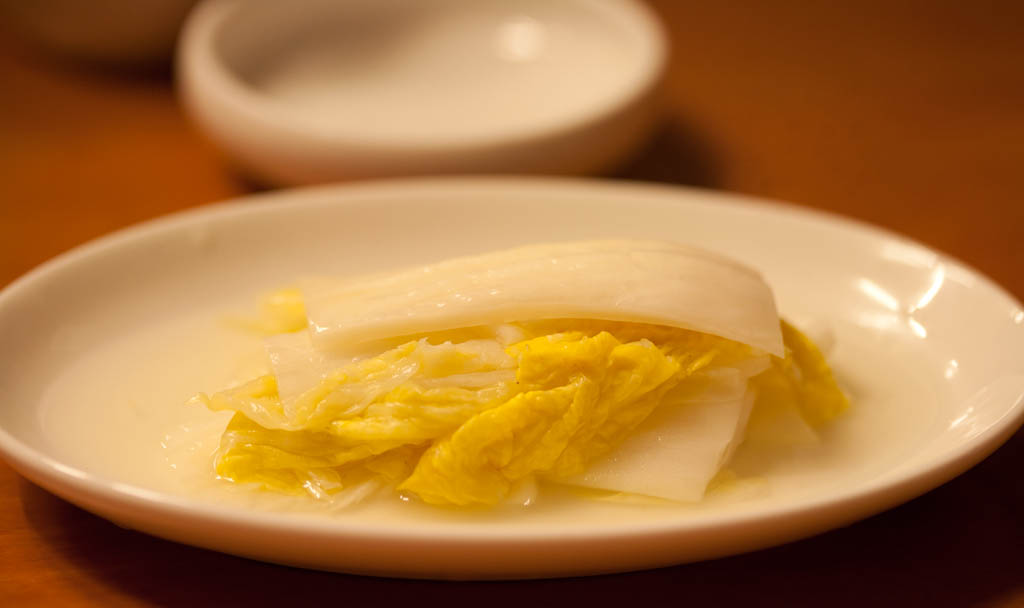
백김치
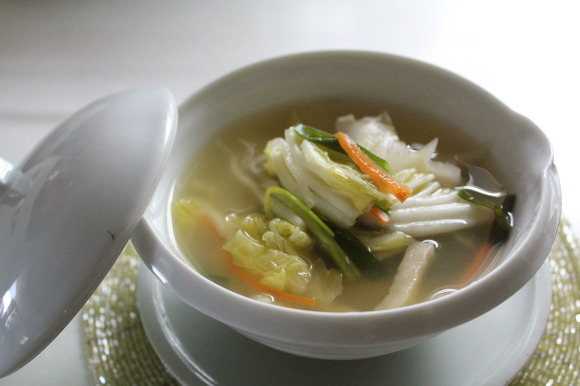
배추물김치
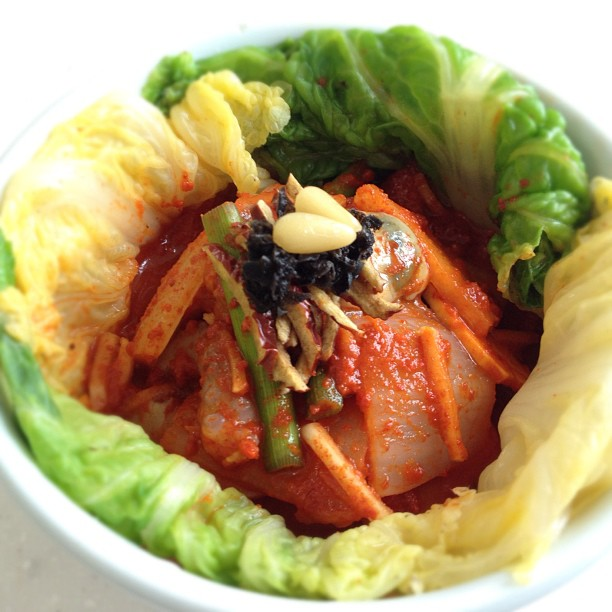
보쌈김치
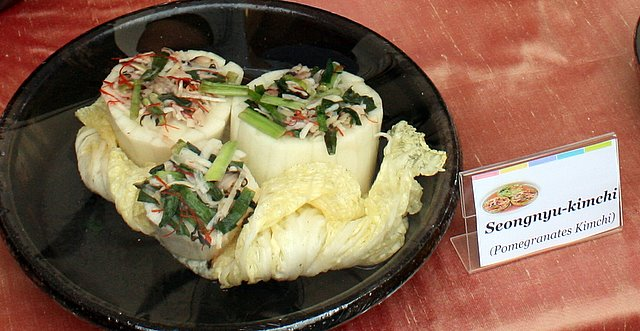
석류김치
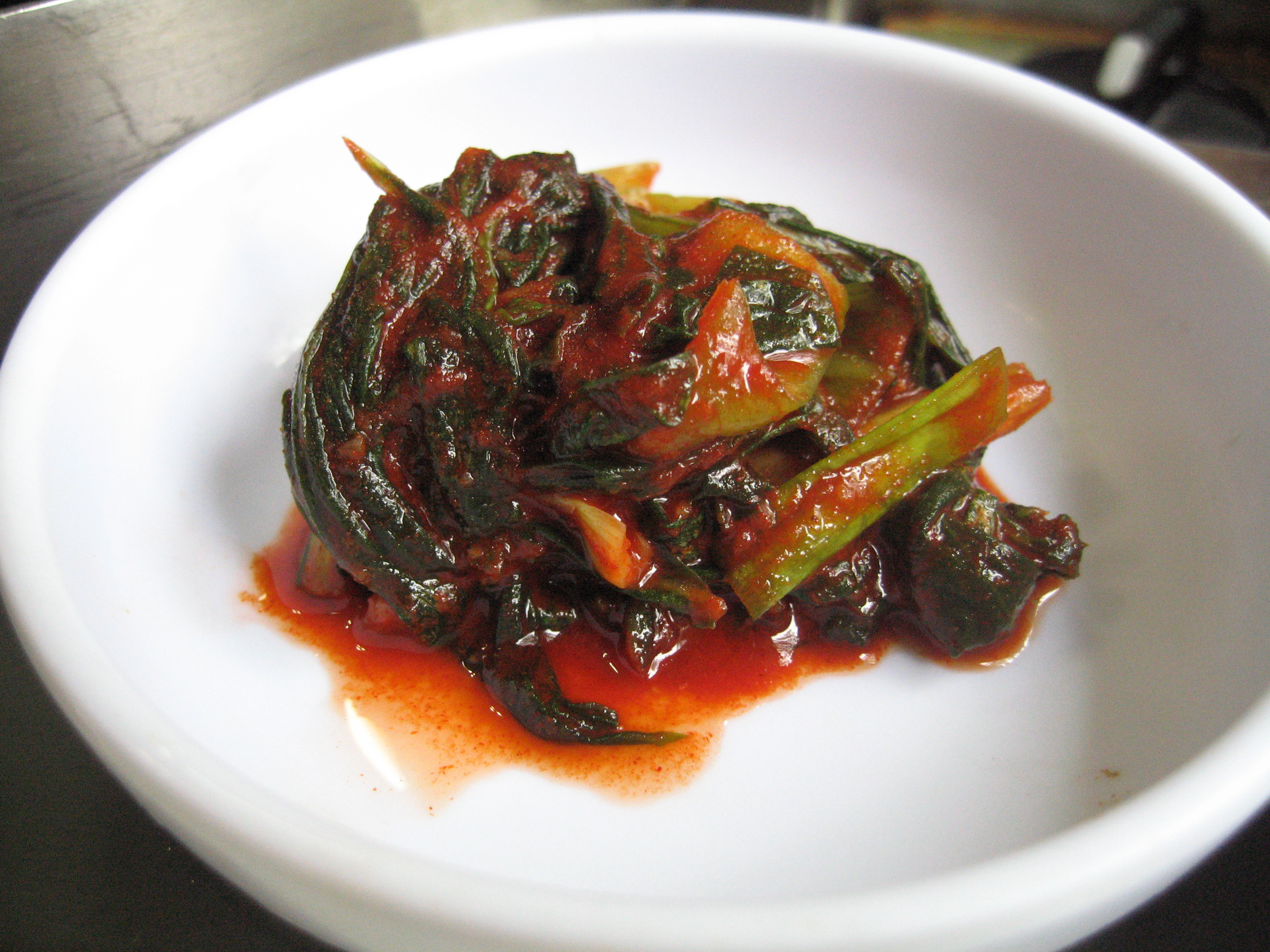
순무잎김치
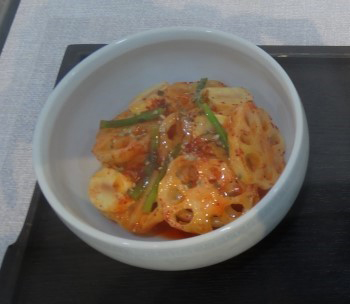
연근김치
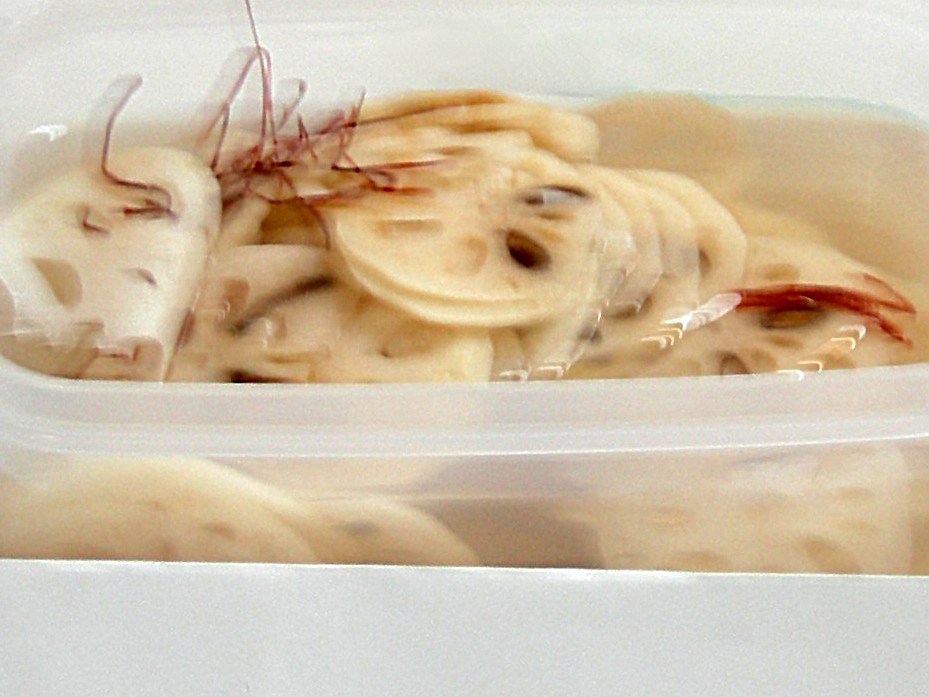
연근물김치
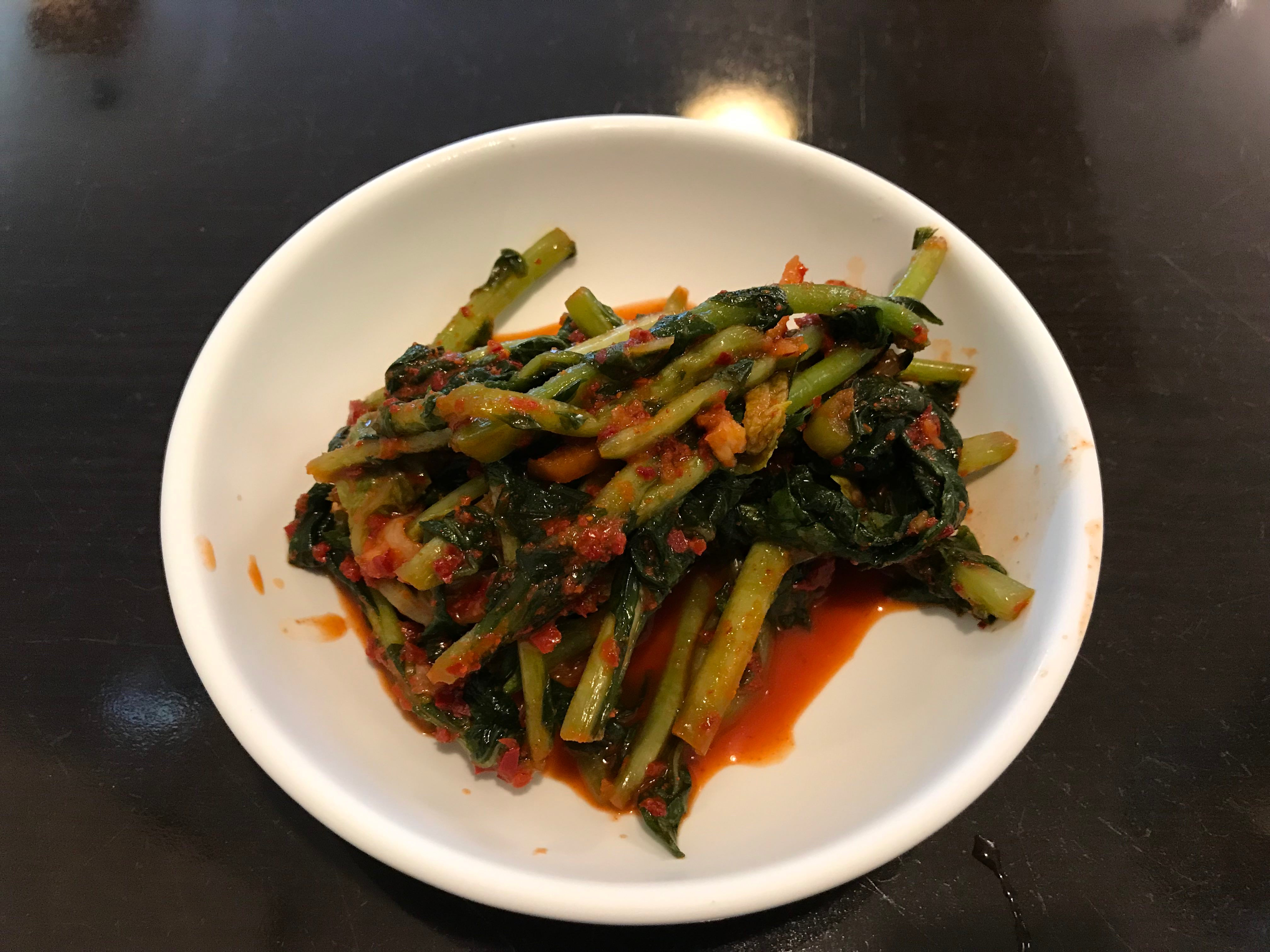
열무김치
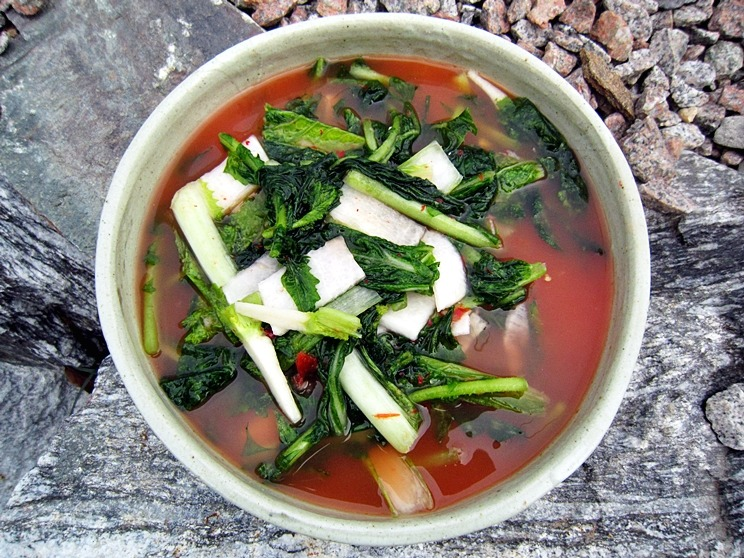
열무물김치
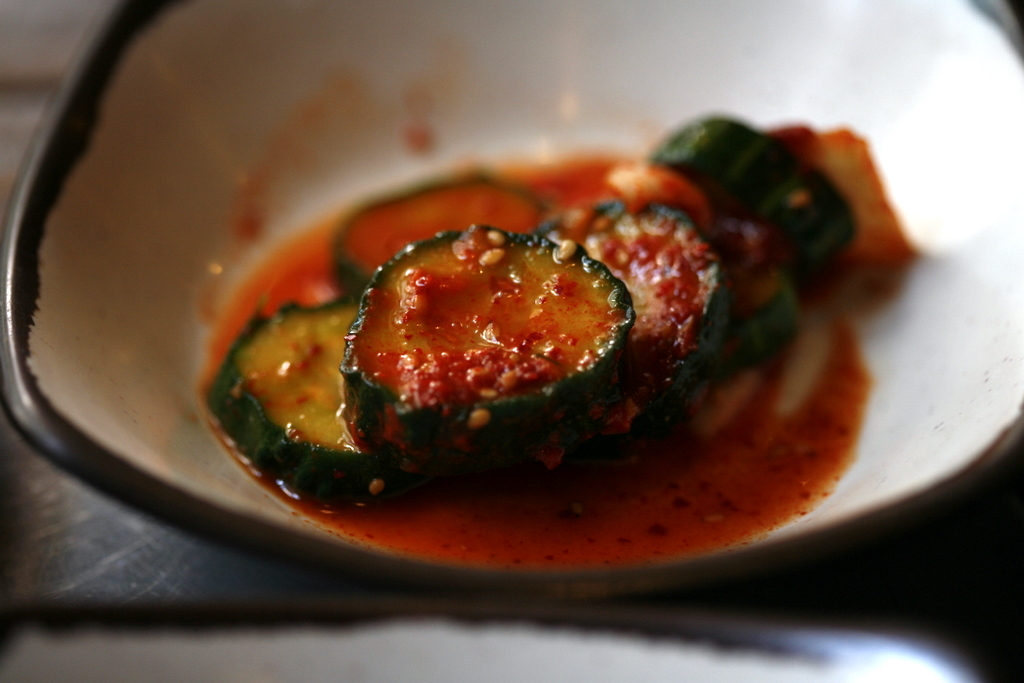
오이김치
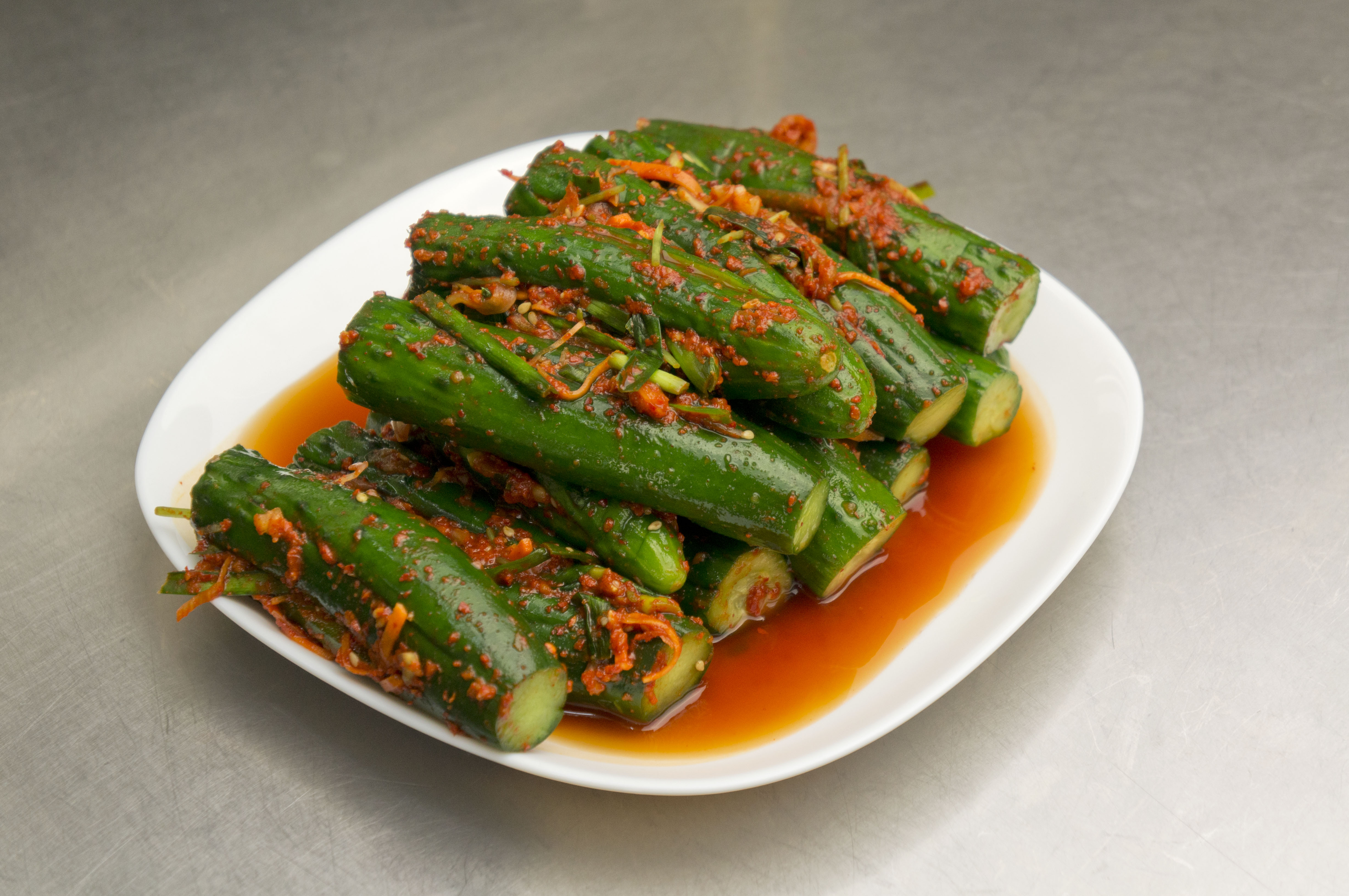
오이소박이김치
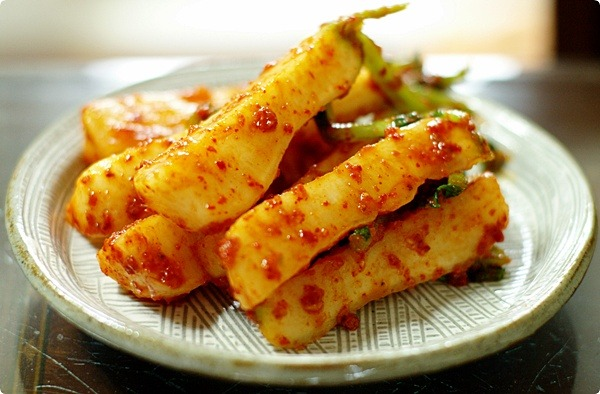
총각김치
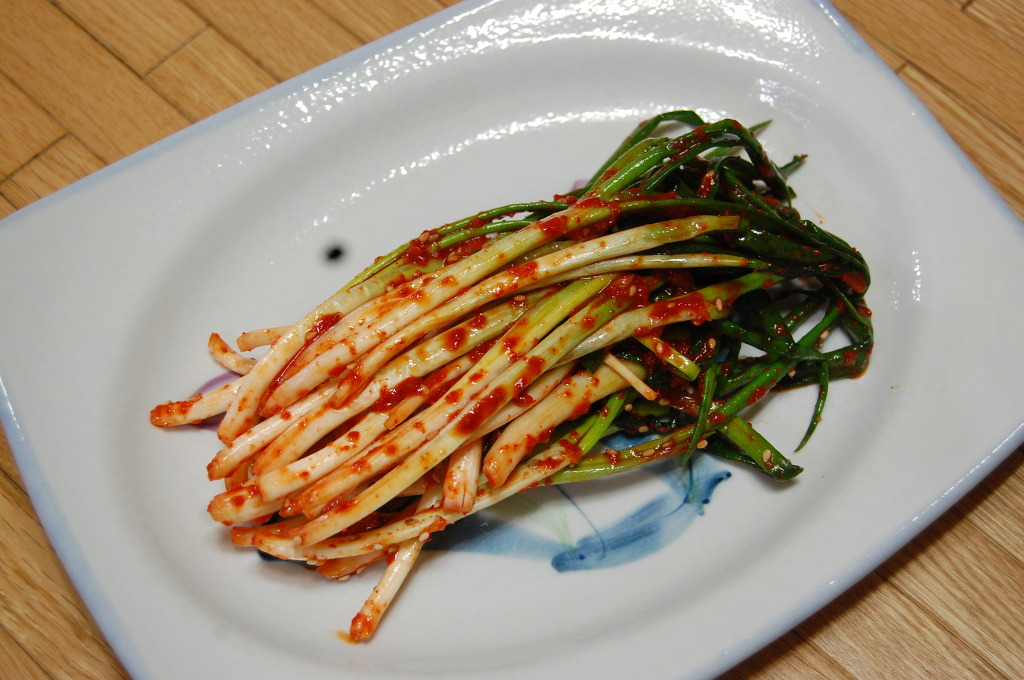
파김치
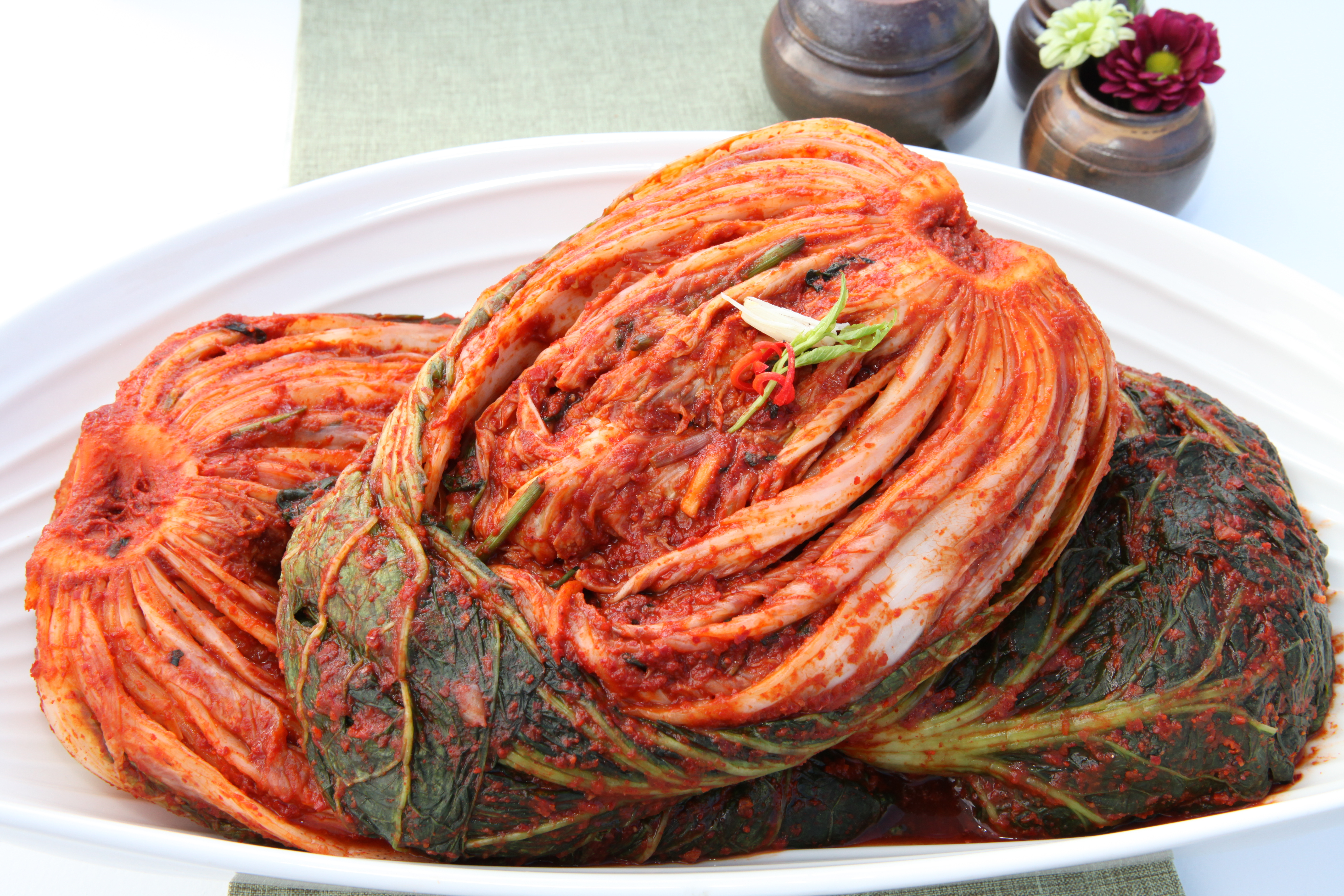
포기김치

## 같이 보기
- 국립중앙도서관 코리안메모리 김치컬렉션
- 김장
- 김치냉장고
- 대한민국김치협회
- 뮤지엄김치간
- 세계김치연구소
- 세계김치협회
- 한국김치협회